# Симпан
Симпан (яп. 親藩, しんぱん, «родной хан») — статус самурайского рода, хана или провинциального правителя-даймё в системе классификации подчинённых сёгуната Токугава по степени родства или близости к правящему сёгунскому дому.
Даймё, которые вели свою родословную от Токугавы Иэясу и издревле были родственниками сёгунов Токугава, назывались симпан даймё (яп. 親藩大名).
К категории симпан относились три хана, которые возглавляли представители рода Токугава: Овари-хан, Кии-хан и Мито-хан. Их главным назначением было предоставление новых кандидатов на должность сёгуна, в случае если главная линия рода Токугава прервётся.
Также в число симпан включались некоторые ханы, правители которых происходили из рода Мацудайра.